# Kedungrandu
Kedungrandu is een bestuurslaag in het regentschap Banyumas van de provincie Midden-Java, Indonesië. Kedungrandu telt 5962 inwoners (volkstelling 2010).